# ریولیندا (کالیفرنیا)
ریولیندا (به انگلیسی: Rio Linda) یک منطقهٔ مسکونی در ایالات متحده آمریکا است که در شهرستان ساکرامنتو، کالیفرنیا واقع شده‌است. ریولیندا ۲۵٫۶۵۰ کیلومتر مربع مساحت و ۱۵٬۱۰۶ نفر جمعیت دارد و ۱۷ متر بالاتر از سطح دریا واقع شده‌است.